# Asilo Rossi
L'asilo Rossi (anche ex asilo Rossi dato che da anni non svolge più funzioni scolastiche) è un edificio storico ubicato in Via Pasubio a Schio, costruito per ospitare l'asilo d'infanzia a servizio delle maestranze del lanificio Rossi. Attualmente è inutilizzato e in fase di restauro.

## Storia
Alessandro Rossi, dato il progressivo aumento della manodopera femminile impiegata nel lanificio, già nel 1867 organizzò un asilo d'infanzia utilizzando dei locali limitrofi alla sua azienda; tale struttura era in grado di ospitare fino a 150 bimbi. Tuttavia si dimostrò essere insufficiente già nel 1871, così Rossi acquistò un'area nelle immediate vicinanze e fece erigere ex novo un asilo d'infanzia in grado di ospitare 250 bambini dai tre ai sette anni d'età. L'asilo Rossi, realizzato nel 1872 su progetto di Antonio Caregaro Negrin, è il primo tra gli edifici scolastici fatti costruire da Alessandro Rossi. Questa opera fu costruita contestualmente al Nuovo quartiere operaio e, pur non essendo collocato entro i naturali confini di tale quartiere, tradizionalmente viene considerata come parte integrante dello stesso.
Il Negrin progettò un edificio in stile eclettico, dall'impostazione neoclassica: il corpo centrale porticato ad un piano, rialzato e collegato attraverso una sinuosa scalinata al sottostante spiazzo libero; ai lati due corpi simmetrici aggettanti di due piani. La struttura prevedeva varie aule, il refettorio, i servizi igienici e gli alloggi per il personale docente e direttivo.

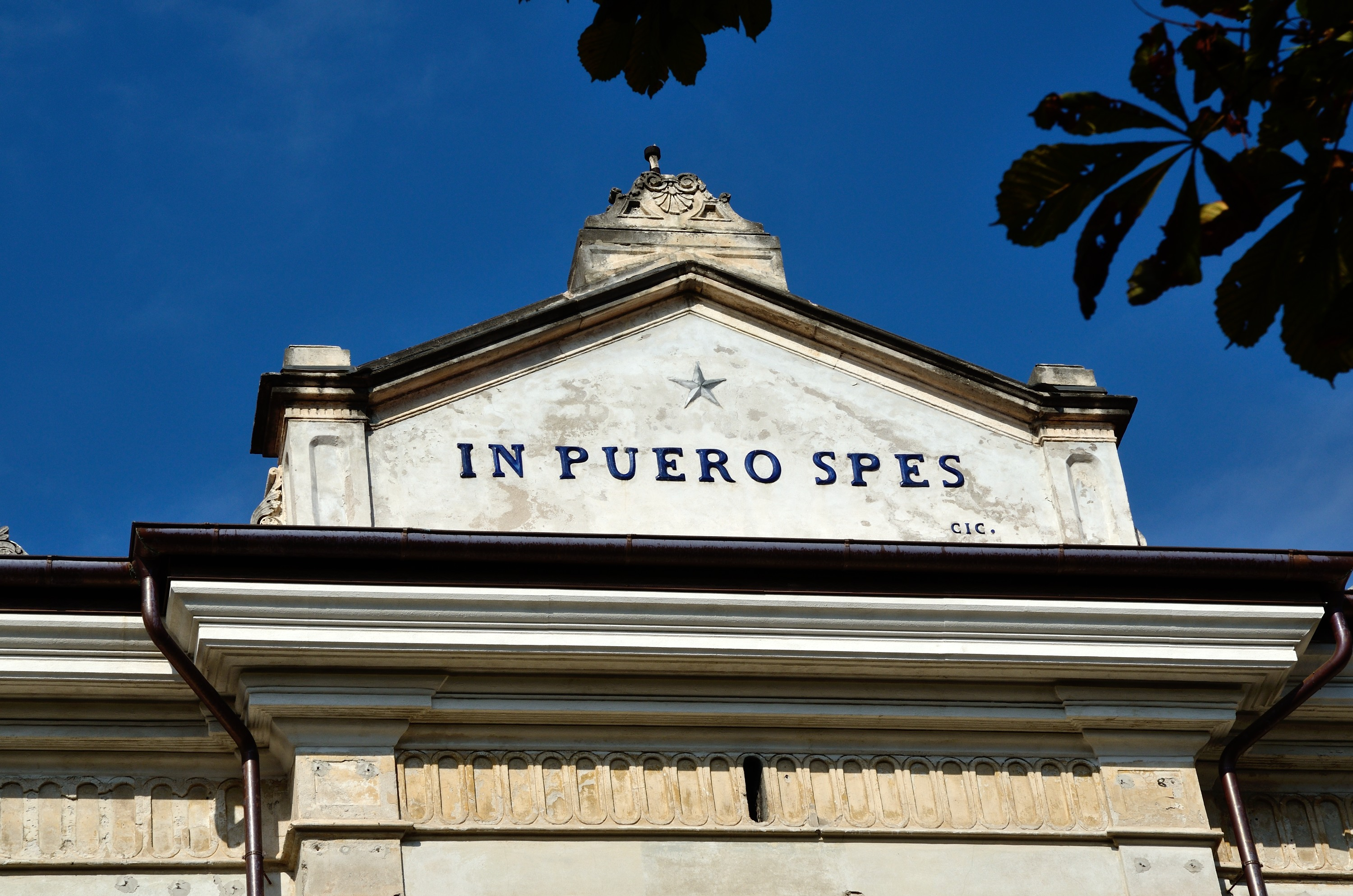
Particolare dell'attico con il motto di Cicerone

Anche questo grande complesso si rivelò presto insufficiente e nel 1881 Alessandro Rossi commissionò ad Antonio Caregaro Negrin un ampliamento dell'edificio, così da renderlo in grado di ospitare fino a 500 bambini, suddivisi in quattro classi maschili e quattro femminili.
Caregaro Negrin progettò quindi l'elevazione di due piani del corpo centrale dell'edificio, ricavando tra l'altro un'aula magna lignea utilizzabile per l'educazione fisica e musicale dei bimbi, per gli incontri con i genitori e per iniziative culturali, favorite anche dall'ottima acustica del salone. L'ampliamento dell'asilo, realizzato in armonia e coerenza rispetto alle parti esistenti, ha determinato l'inversione dei rapporti dimensionali tra corpo centrale e ali laterali, ma l'equilibrio d'insieme rimane preservato. Alla sommità del corpo centrale fu ricollocato l'attico originale con il motto di Cicerone In puero spes, raccordato alla nuova copertura mediante decorazioni a vasi in pietra tenera, ora rimossi per questioni di sicurezza in seguito all'incendio del fabbricato.
Durante la prima guerra mondiale ospitò un ospedale militare che precluse ogni altra attività. Dopo i lavori di ristrutturazione, nel 1923 si poté riprendere l'originario utilizzo. Durante la seconda guerra mondiale l'asilo ospitò una mensa che forniva i pasti a circa 300 ufficiali del 57º Rgt. Fanteria.
Acquistato dal Comune di Schio, fino agli anni novanta l'edificio ha assolto funzioni scolastiche ed è stato sede di varie associazioni, occasionalmente è stato utilizzato a fini espositivi. Risale agli anni duemila il progetto di ristrutturazione completa dell'edificio per destinarlo alle attività musicali; tuttavia nel febbraio 2009 un rovinoso incendio ha quasi distrutto l'intera struttura; una volta messo in sicurezza, è stata realizzata la nuova copertura dell'edificio, ma i lavori di ristrutturazione hanno da allora subìto un grave rallentamento e sono attualmente in fase di stallo.

## Descrizione
Come visto l'asilo Rossi è costruito in stile eclettico, prendendo come spunto generale l'architettura neoclassica. Il corpo centrale dell'edificio, arretrato rispetto ai corpi laterali, presenta un porticato chiuso al pianterreno e una ordinata serie di finestre a tutto sesto al piano superiore, quadrangolari al secondo; conclude la facciata un piccolo timpano. I corpi laterali, perfettamente simmetrici, e più bassi di un piano, sono scanditi da finestre come il corpo principale, che al primo piano sono però ad arco ribassato. La vista del fabbricato è parzialmente schermata dalla presenza di alberi ad alto fusto nell'antistante giardino di pertinenza.
L'aula magna è arricchita da due grandi dipinti entrambe rappresentanti lo stesso soggetto: Gesù tra i fanciulli: una tela di Giovanni Busato e un dipinto parietale di pochi anni posteriore opera di Tommaso Pasquotti. Il vano porticato al pianterreno conservava invece i busti di vari personaggi illustri del Risorgimento e del clero. Queste opere in seguito al devastante incendio sono state collocate presso il museo civico, insieme ai vasi acroteriali che abbellivano il timpano; il dipinto parietale del Pasquotti, si trova ancora nella sua sede originale, in attesa del restauro dell'asilo Rossi.